# Hope (rivière de Tasman)
Pour les articles homonymes, voir Hope.
La rivière Hope (en anglais : Hope River) est un cours d’eau de la région de Tasman dans l’Île du Sud de la Nouvelle-Zélande.

## Géographie
C’est la plus au Nord des trois rivières dénommées 'rivière Hope' de l’île du Sud.
La rivière émerge des pentes de la chaîne de 'Hope Range' à une altitude de 1 200 mètres. Elle s’écoule vers l’est puis vers le sud avant de rejoindre le fleuve Buller près de la gare de Kawatiri Railway Station.
Il existe un affluent appelé la « Little Hope River » dont la source est située près du col de ’Hope Saddle ‘ et qui s’écoule au sud-ouest rejoignant la rivière Hope à proximité de la ville de ‘Glenhope’.
La State Highway 6 /S H 6 suit la vallée de la rivière Hope et remonte ensuite celle de la rivière 'Little Hope' alors qu’elle grimpe le long du col de ‘Hope Saddle’ en direction de la ville de Nelson.
La rivière fut nommée en l’honneur de G.W. Hope, qui était le secrétaire d’Edward, Lord Stanley, le 14e comte de Derby (Earl of Derby) qui plus tard devint Premier Ministre de Grande Bretagne.